# Championnat de Belgique féminin de football 2010-2011
Navigation
Saison précédente Saison suivante
Le Championnat de Belgique féminin de football 2010-2011 est la 40e saison de la compétition. La saison débute le samedi 4 septembre 2010 et se termine le samedi 7 mai 2011.
À l'issue de la saison, le Standard Fémina de Liège remporte son 14e titre.

## Clubs2010-2011
| 2009-2010 | Club                     | Terrain                                 |
| --------- | ------------------------ | --------------------------------------- |
| 1         | Saint-Trond VV           | Jeugdcomplex St-Truidense VV            |
| 2         | Standard Fémina de Liège | Stade Maurice Dufrasne (terrain annexe) |
| 3         | Sinaai Girls             | Complex Sinaai Girls                    |
| 4         | DVC Eva's Tirlemont      | Sint-Barbaracomplex                     |
| 5         | RSC Anderlecht           | Annexe Heysel                           |
| 6         | Oud-Heverlee Louvain     | Stade Den Dreef                         |
| 7         | FCF White Star Woluwé    | Stade Fallon                            |
| 8         | Club Bruges Dames        | Bogaertstadion                          |
| 9         | Dames Zulte Waregem      | Stadion Zultse VV                       |
| 10        | WD Lierse SK             | Jeugdcentrum KSK Lierse                 |
| 11        | DV Famkes Merkem         | Complex De Kouter                       |
| 12        | DVC Zuid-West Vlaanderen | Forestiersstadion                       |
| D2        | GBA Kontich FC           | Complex FC Kontich                      |
| D2        | Miecroob Veltem          | Complex Winksele-Delle                  |

## Classement final
| Rang | Équipe                   | Pts | J  | G  | N | P  | Bp  | Bc  | Diff |
| ---- | ------------------------ | --- | -- | -- | - | -- | --- | --- | ---- |
| 1    | Standard Fémina de Liège | 71  | 26 | 23 | 2 | 1  | 119 | 14  | +105 |
| 2    | RSC Anderlecht           | 61  | 26 | 20 | 1 | 5  | 79  | 19  | +60  |
| 3    | WD Lierse SK             | 54  | 26 | 16 | 6 | 4  | 71  | 22  | +49  |
| 4    | Sinaai Girls             | 51  | 26 | 16 | 3 | 7  | 73  | 35  | +38  |
| 5    | Dames Zulte Waregem      | 45  | 26 | 13 | 6 | 7  | 54  | 42  | +12  |
| 6    | Oud-Heverlee Louvain     | 44  | 26 | 13 | 5 | 8  | 32  | 30  | +2   |
| 7    | DVC Eva's Tirlemont      | 37  | 26 | 11 | 4 | 11 | 53  | 55  | -2   |
| 8    | GBA Kontich FC P         | 33  | 26 | 9  | 6 | 11 | 44  | 40  | +4   |
| 9    | Club Bruges Dames        | 30  | 26 | 8  | 6 | 12 | 56  | 53  | +3   |
| 10   | FCF White Star Woluwé    | 26  | 26 | 8  | 2 | 16 | 41  | 80  | -39  |
| 11   | Saint-Trond VV T         | 24  | 26 | 6  | 6 | 14 | 37  | 51  | -14  |
| 12   | DVC Zuid-West Vlaanderen | 18  | 26 | 6  | 0 | 20 | 28  | 94  | -66  |
| 13   | Miecroob Veltem P        | 14  | 26 | 3  | 5 | 18 | 29  | 72  | -43  |
| 14   | DV Famkes Merkem         | 12  | 26 | 4  | 0 | 22 | 23  | 118 | -95  |

|   | Ligue des Champions        |
|   | Barrage contre le 2e de D2 |
|   | Relégation en division 2   |
| T | Tenant du titre 2010       |
| P | Promu 2010                 |

## Promotions et relégations pour2011-2012
Est relégué en D2: 
- DV Famkes Merkem
- Miecroob Veltem¹

Est promu en D1: 
- KSK Heist, champion de D2
- K.Achterbroek VV¹, 4e de D2

### Note
¹ Barrage K.Achterbroek VV-Miecroob Veltem: 4-1, 1-1

## Meilleures buteuses
| Rang | Nom                    | Équipe                   | Buts |
| ---- | ---------------------- | ------------------------ | ---- |
| 1    | Aline Zeler            | Standard Fémina de Liège | 32   |
| 2    | Davina Philtjens       | Standard Fémina de Liège | 21   |
|      | Marjorie De Rammelaere | RSC Anderlecht           | 21   |